# Métrophane III de Constantinople
Métrophane III de Constantinople (en grec : Μητροφάνης Γ΄) fut patriarche de Constantinople  de 1565 à 1572 puis de 1579 à 1580.

## Biographie
Sous le pontificat de Joasaph II, Métrophane, métropolite de Césarée, est excommunié sous le prétexte que lors d'une visite à Rome, il aurait travaillé à l'union l'Église orthodoxe et l'Église catholique romaine.
En janvier 1565, il est cependant élu à la place de Joasaph II qui vient d'être déposé. Métrophane III abdique sept ans plus tard le 4 mai 1572.
Le  24 décembre 1579, Métrophane est de nouveau porté au siège de Constantinople après que son successeur Jérémie II a été déposé pour la première fois.
Métrophane III, plutôt favorable à l'union avec l'Église catholique romaine, rejette les offres des Réformés d'embrasser leur doctrine. Il meurt en exercice le 9 août 1580.